# 対馬市立比田勝中学校
対馬市立比田勝中学校（つしましりつ ひたかつちゅうがっこう, Tsushima City Hitakatsu Junior High School）は、長崎県対馬市上対馬町
比田勝にある公立中学校。略称は「比中」（ひちゅう）。対馬最北端にある中学校である。

## 概要
歴史
1947年（昭和22年）の学制改革により開校した。2012年（平成24年）に創立65周年を迎えた。

校区
住所表記で対馬市上対馬町の後に「河内（かわち）、大浦（おおうら）、鰐浦（わにうら）、豊（とよ）、泉（いずみ）、西泊（にしどまり）、古里（ふるさと）、比田勝（ひたかつ）、網代（あじろ）、富浦（とようら）、津和（つわ）、唐舟志（とうじゅうし）、浜久須（はまぐす）、玖須（くす）、大増（おおます）、舟志（しゅうし）、五根緒（ごねお）」が続く地区。
小学校区は対馬市立比田勝小学校、対馬市立豊小学校。

## 沿革
- 1947年（昭和22年）
  - 4月1日 - 学制改革（六・三制の実施）
    - 旧・豊崎国民学校の初等科が改組され、豊崎村立比田勝小学校となる。
    - 旧・豊崎村国民学校の高等科と旧・豊崎青年学校が改組され、「豊崎村立比田勝中学校」（新制中学校）となる。旧・豊崎青年学校校舎を仮校舎として使用。
- 1948年（昭和23年）12月1日
  - 町制施行により、「豊崎町立比田勝中学校」に改称。
  - 長崎県立長崎水産高等学校豊崎分校[5]が併置される。
- 1952年（昭和27年）
  - 4月1日 - 長崎水産高等学校豊崎分校が移管により、長崎県立対馬高等学校定時制豊崎分校となる。
  - この年 - 対馬高等学校定時制豊崎分校[6]との併設を解消。
- 1955年（昭和30年）1月1日 - 上対馬町[7]の発足により、「上対馬町立比田勝中学校」に改称。
- 1959年（昭和34年）- 新校舎が完成。
- 1981年（昭和56年）4月1日 - 上対馬町立舟志中学校（しゅうし）を統合。
- 2004年（平成16年）3月1日 - 対馬市の発足に伴い、「対馬市立比田勝中学校」（現校名）となる。
- 2011年（平成23年）4月1日 - 対馬市立豊中学校（とよ）を統合。
- 2014年（平成26年）4月1日 - 長崎県立上対馬高等学校との連携型中高一貫教育を開始[8]。
- 2015年（平成27年）9月 - 校地内に上対馬学校給食共同調理場が完成。従来の上対馬と佐須奈の給食共同調理場2か所が統合されたもの。

## アクセス
最寄りのバス停
- 対馬交通 「比田勝」バス停

最寄りの道路
- 長崎県道39号線上対馬豊玉線
- 国道382号

最寄りの港
- 比田勝港
  - 九州郵船
    - 博多港（福岡県福岡市）へフェリーうみてらしを運航。
    - 厳原港（対馬市南部）・芦辺港（壱岐市）・郷ノ浦町（壱岐市）・博多港の間にジェットフォイルヴィーナスを運航。

  - 大亜高速海運・JR九州高速船等が釜山港との間に高速船を運航。

## 周辺
- 長崎県立上対馬高等学校
- 対馬市立比田勝小学校
- 対馬市立比田勝こども園（対馬市立比田勝幼稚園と比田勝保育所、泉保育所が統合）
- 対馬市役所上対馬振興部（旧・上対馬地域活性化センター）・上対馬総合センター
- 対馬北警察署比田勝警察官駐在所
- 対馬市消防本部上対馬出張所
- 比田勝郵便局
- 長崎県上対馬病院
- 豊崎神社
- 宝林寺